# Ängrar
Ängrar (Dermestidae) är en familj av skalbaggar som omfattar ungefär 850 arter. 36 arter är funna i Sverige och 18 av dem anses vara införda. De kan vara upp till 12 millimeter långa och vanligen mörka. Översidan är mönstrad av ljusare hår och fjäll.  
Flera arter, såsom pälsänger och fläskänger förekommer även inomhus, där larverna kan vara svåra skadegörare på pälsverk, ylletyger, djursamlingar och matvaror.